# Staatsarchiv Zadar
Das Staatsarchiv Zadar (Državni arhiv u Zadru) befindet sich in der Ruđera Boškovića 1, in der Altstadt von Zadar. Seine Wurzeln reichen mindestens bis ins 14. Jahrhundert zurück. Es beherbergt etwa 600 Fonds mit etwa 7000 Regalmetern Archivalien. Allein die venezianischen Archivalien füllen 34 Fonds und 420 Regalmeter. Die Bibliothek des Hauses ist auf über 50.000 Bücher, Handschriften, Zeitschriften angewachsen. Das Haus beschäftigt etwa 30 Angestellte. Das älteste Dokument, das Testament des Priors Andreas aus der Zeit byzantinischer Herrschaft, stammt aus dem Jahr 918.

## Geschichte

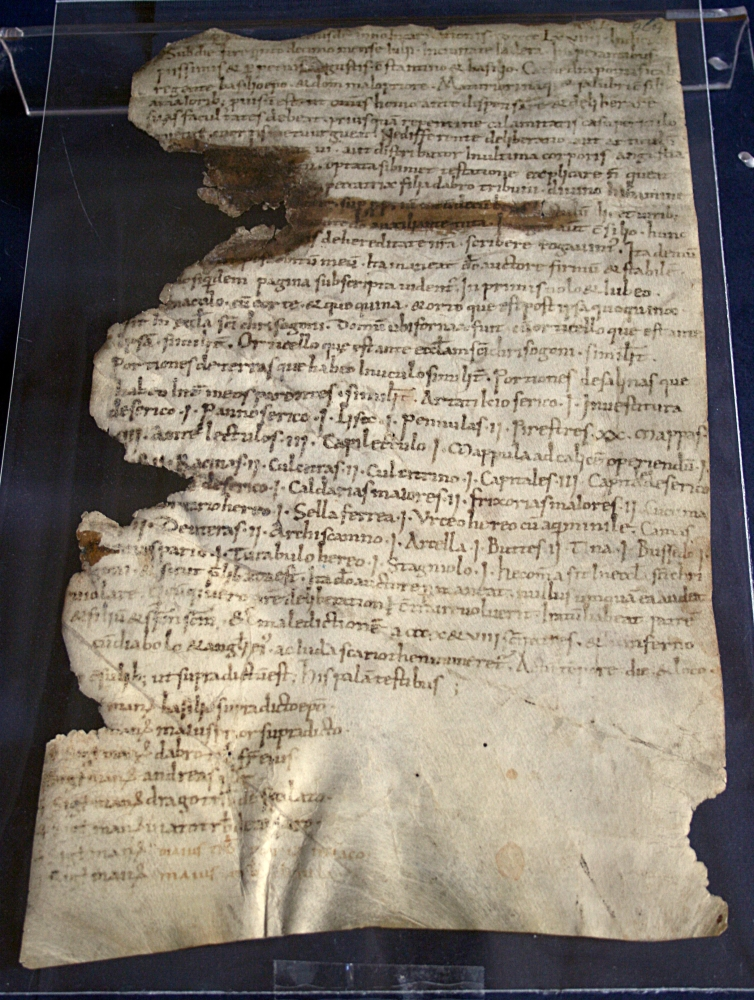
Testament der Agape, Tochter des Tribuns Dabra, vom 15. Juli 999 (HR-HDA-876-1)

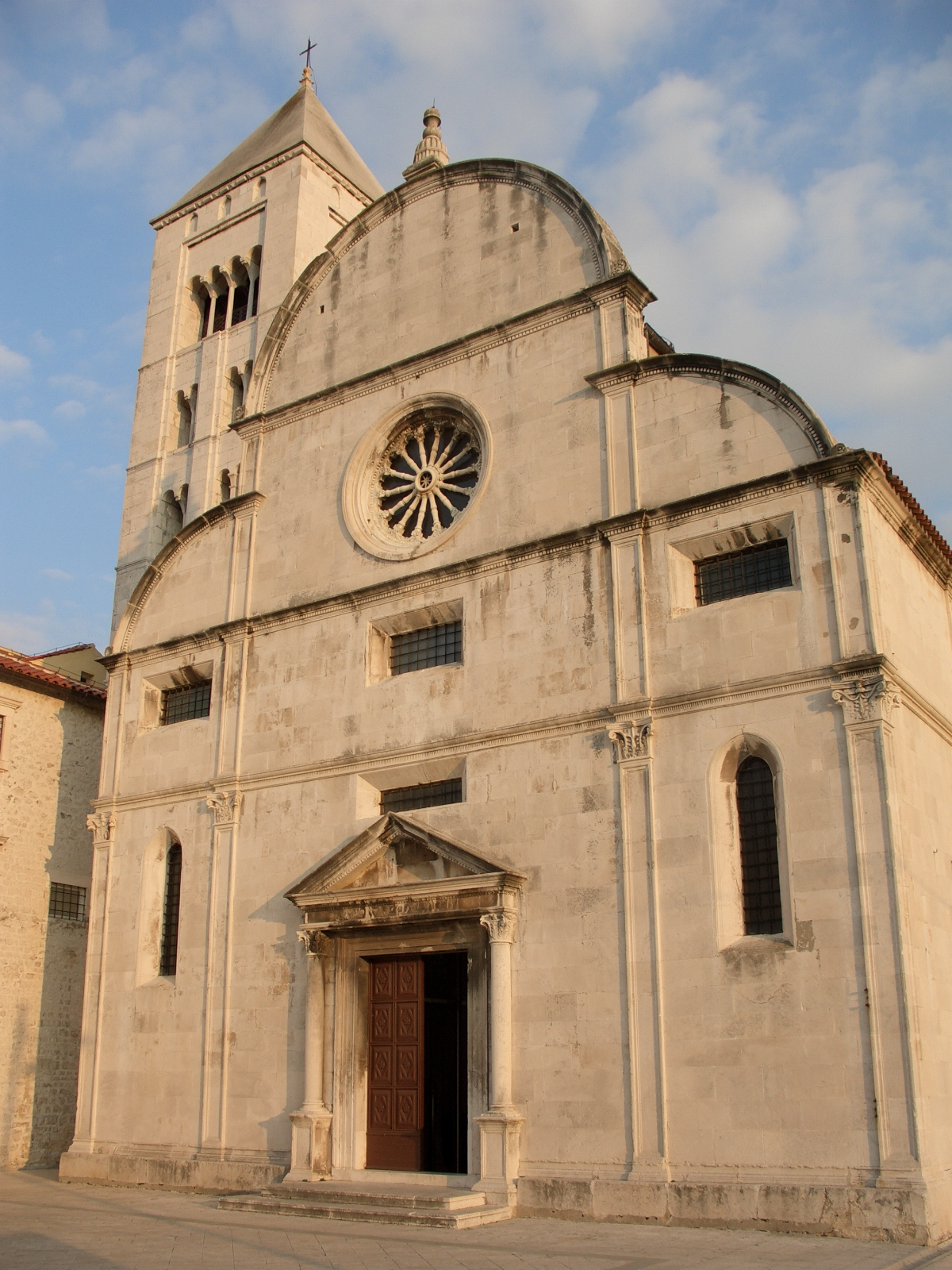
Die heutige Marienkirche (Sv. Marija)

Paulus de Paoli erwähnt im 14. Jahrhundert, dass zu seiner Zeit Urkunden in einem Raum unter dem Glockenturm der Marienkirche gelagert wurden. Vannes quondam Bernardi de Firmo, öffentlicher Schreiber, nennt als erster ein „archivium communis Jadre“, also ein Archiv der Kommune von Zara, wie die Stadt zu dieser Zeit genannt wurde. Der venezianische Doge Francesco Foscari gestattete auf Ersuchen der Stadt dem örtlichen Sekretär, die Dokumente in alphabetischer Reihenfolge zu ordnen. Gleichzeitig wurde angeordnet, dass sowohl der Sekretär des Dogen als auch der der Stadt einen Schlüssel für den entsprechenden Raum erhalten sollten.
Eine systematische Sammlung von Dokumenten entstand erstmals in venezianischer Zeit, als nämlich am 20. September 1624 der Provveditore Francesco Molin mit Vollmacht des venezianischen Senats ein Archiv einrichten ließ, einschließlich der notwendigen Bestimmungen über Beschäftigte und die Arbeitsabläufe. Um diese Institution sammelten sich weitere Archivalien. Erster Archivleiter war Nicolo Veglia.
Nach dem Ende der Republik Venedig ordneten zuerst Österreich (1797–1805), dann Frankreich (1806–1813) das Staatsarchiv um. Das Archiv nahm zunächst Archivalien der österreichischen Einrichtungen auf, etwa Finanzakten, dann der französischen, wobei die Hauptmasse der Dokumente nun aus den aufgelösten Klöstern und Bruderschaften zufloss. Als Österreich erneut das Stadtregiment übernahm, wurde im Archiv auch die französischen Akten aufgenommen, aber auch die der Provinz. Dem Archiv stand wieder ein staatlich unterhaltener Archivar vor.
Gegen Ende des 19. Jahrhunderts entstanden Kataloge, Inventare und sonstige Werke, um die Bestände zu erschließen und nutzbar zu machen. Nun kamen auch Bestände von den Inseln Korčula und Brač, aus Split, Kotor, Omiš, Makarska und Nin hinzu, ebenso wie zahlreiche Familienarchive. Mit dem archivalischen Periodikum Tabularium erschien eine erste Zeitschrift dieser Art in Kroatien. 1894 entstand ein Archiv für die Beschäftigten der Regierung, das auch Wissenschaftlern offenstand.

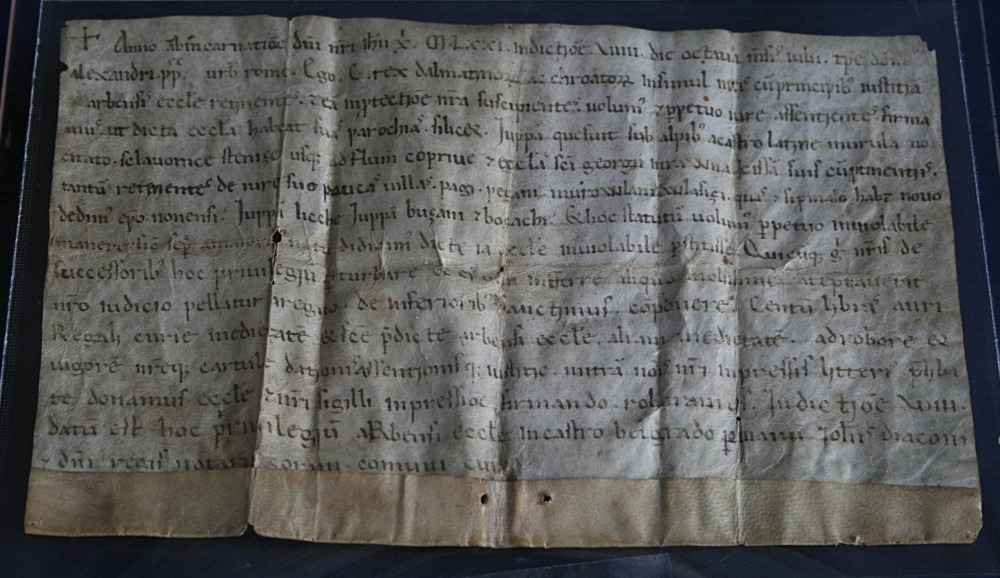
Schreiben König Krešimirs IV. vom 8. Juli 1071, verfasst auf Rab (HR-HDA-876-7)

Nach dem Ersten Weltkrieg kam Zadar 1920 an Italien. Ein Teil der Dokumente, die nach 1878 entstanden waren, ging nunmehr nach Split, während die älteren Dokumente in Zadar verblieben. Nach 1943 wurden viele Dokumente, die die Zugehörigkeit der Stadt zu Italien erweisen sollten, nach Italien verbracht. Sie wurden 1949 restituiert. Zadar wurde durch Bombardierungen in den Jahren 1943 und 1944 weitgehend zerstört, das Archiv erlitt große Verluste. Die Archivalien wurden in Baracken nahe dem Landtor untergebracht, wo das Staatsarchiv ab 1966 ein Domizil fand. Nach der Befreiung der Stadt am 1. November 1944 begann sogleich die Sammlungstätigkeit, wobei das Archiv nunmehr ganz Dalmatien repräsentierte, abgesehen von Dubrovnik und Korčula. Auch die Archivalien von Pag und Rab wurden nach Zadar gebracht.
Mit der Einrichtung des Staatsarchivs Split im Jahr 1956 blieben nur noch die Archivalien von Zadar im dortigen Staatsarchiv, ebenso wie die von Šibenik und Knin. Als 2008 auch in Šibenik ein Staatsarchiv gegründet wurde, deckte Zadar nur noch die Archivalien seiner Umgebung ab, jedoch nicht die der Stadt Gračac sowie eines Teils von Lika-Senj, nämlich die Stadt Novalja.
Während des Krieges in den Jahren 1991 bis 1995 trafen mehrere Granaten den Innenhof des Archivs. In den besetzten Gebieten des Bezirks Zadar wurden erhebliche Mengen von Archivalien vernichtet.